# Jularbo
Brovallen, Igeltjärna-Brovallen – småort (miejscowość) w Szwecji, w regionie Dalarna, w gminie Avesta.
W tej miejscowości w 1893 roku urodził się szwedzki akordeonista Calle Jularbo.